# Euestola lineata
Euestola lineata är en skalbaggsart som beskrevs av Martins och Maria Helena M. Galileo 1997. Euestola lineata ingår i släktet Euestola och familjen långhorningar. Inga underarter finns listade i Catalogue of Life.